# 基辅创始人纪念碑
基辅创始人纪念碑（烏克蘭語：Пам'ятник засновникам Києва），又称基辅城创始人纪念碑、基辅城市奠基者纪念碑、基辅城市落成纪念碑，是坐落在乌克兰首都基辅的一尊纪念雕塑。它是为纪念基辅建城1500年而在1982年建造的，其作者是雕塑家瓦西里·博羅代，建筑师是尼古拉·米哈伊洛维奇·费先科（Николай Михайлович Фещенко）。

## 描述
雕塑的主题内容是基辅创建者基伊、謝克和霍里夫三兄弟和他们的妹妹雷比季。雕塑中，基伊手持弓箭，謝克和霍里夫手持长矛，而雷比季则站在船头向远处眺望。雕塑设计者博罗代是比照自己女儿的样貌创作雷比季的，他女儿是一名画家及平面艺术家，年仅31岁时便因病去世。
雕塑的基座是花岗岩，船长9米，三兄弟身高4.3米，雷比季身高3.8米。该纪念碑位于第聂伯河畔纳沃德尼茨基公园内，靠近第聂伯地铁站和帕顿桥。
2010年2月23日，由于腐蚀破损，謝克和霍里夫兄弟的高度变低。2010年5月28日，纪念碑在经过3个月零5天的修复后重新开放，结果基辅市长列昂尼德·切诺韦茨基在揭幕仪式上忘记了城市创始人的名字。

## 纸币

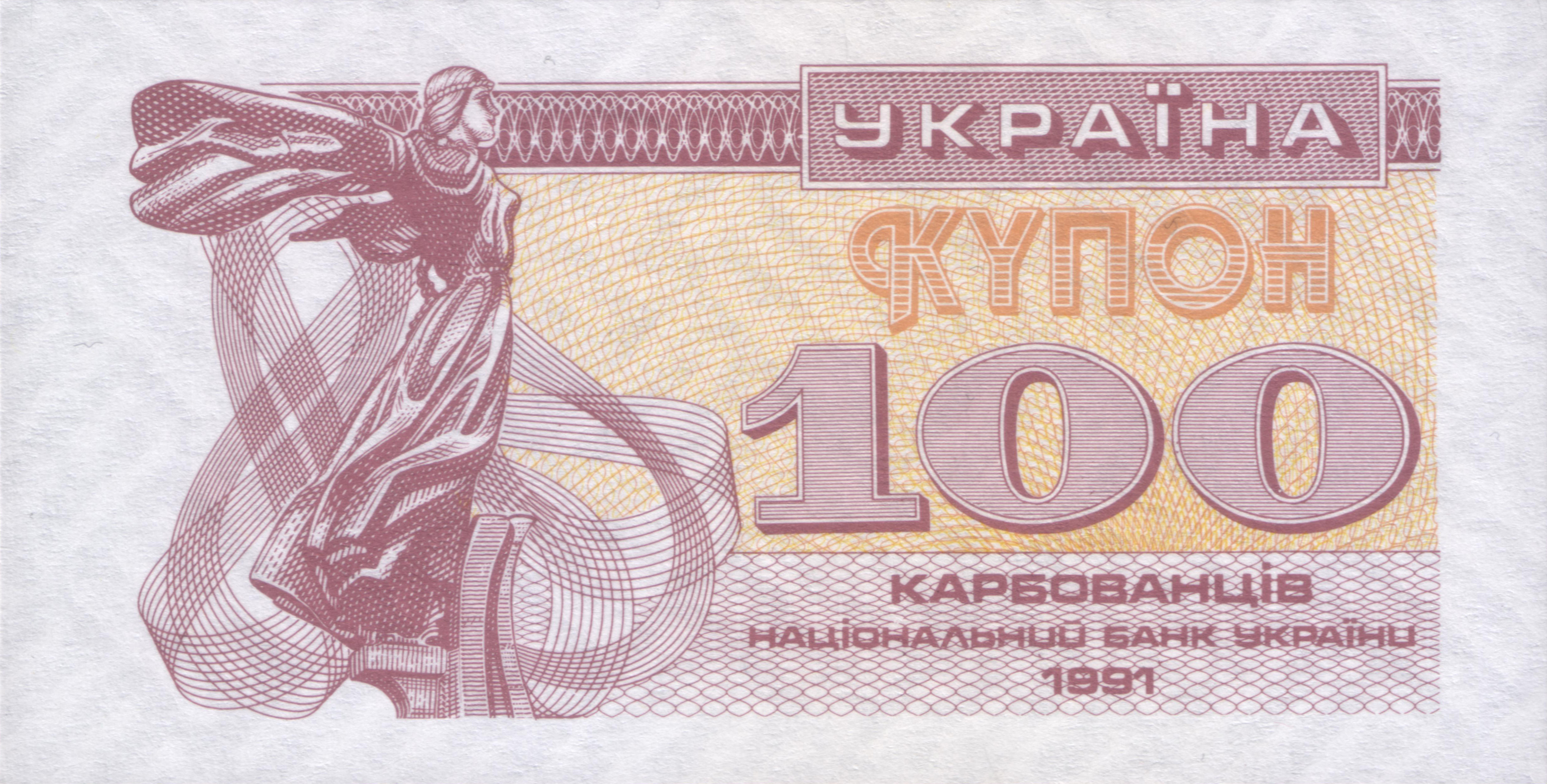
1991年100库邦纸币，利比季的形象被印在纸币的左侧区域

该纪念碑的整体形象曾被印制在1992年至1995年版100至5000乌克兰库邦纸币的正面，其中利比季的像还被印制在1991年版所有乌克兰库邦纸币的正面。

## 其他相关
当地的新婚夫妇中有在婚礼当天为纪念碑敬献鲜花的传统。